# Мекфлури
Мекфлури је бренд ароматизованог сладоледа који дистрибуира и продаје амерички међународни ланац брзе хране Мекдоналдс.
Мекфлури је креирао корисник франшизе Мекдоналдс Рон МекЛелан у Батрст у Канади, 1995. године.   У САД, Мекфлури је тестиран у одабраним регионима 1997. године. Производ је представљен на свим локацијама у САД и Канади у марту 1998. године и од тада се постепено уводи у друге земље. 
Мекфлури се састоји од шлага, меког сервираног Мекдоналдс сладоледа са укусом ваниле у чашици. Мекфлури има специјално дизајнирану кашику са рупом на дршци која је причвршћена за блендер. У чашу се додају разне врсте слаткиша или колачића, који се затим мешају кашиком. Мекфлури укуси се разликују од тржишта до тржишта, а нови укуси се редовно уводе.